# Tiendeafløsning
Tiendeafløsning er afløsning af tiende og er som regel foregået ved, at tiendeyderene (decimanterne) har betalt tiendeejeren et engangsbeløb.

## Danmark
I Danmark blev der med lov af 15. maj 1903 vedtaget en tvungen tiendeafløsning. Et hovedtræk i denne lov var, at tiendeafløsningen skulle gennemføres samtidigt for alle tiender i et sogn, hvilket tjente til at simplificere afløsningen og de dermed forbundne beregninger, der kunne være meget indviklede. Tiendeejerne modtog en kapital, der udgjorde 25 gange et års tiende, dog fradraget de skatter og afgifter til det offentlige, der var pålagt den årlige tiende. For andre end pengetiender skulle tiendernes årlige værdi beregnes efter gennemsnittet af kapitaltaksterne for årene 1892-1901, hvilket var meget gunstigt for tiendeyderne, da kornpriserne i den nævnte årrække var meget lave.
Af afløsningssummen skulle tiendeyderne udrede 18 gange et års tiende, mens resten blev udredt af statskassen. Tiendeejerne modtog den dem tilkendte erstatning enten kontant eller i 4% rentebærende obligationer, der blev udstedt Kongeriget Danmarks Tiendebank, som var oprettet til formålet. Banken var under Finansministeriets overopsyn og dannede mellemleddet mellem tiendeyderne og tiendeejerne. Tiendeyderne fyldestgjorde deres forpligtelse ved til obligationernes forrentning og successive afbetaling at erlægge til banken en fast halvårlig ydelse på 2,25% af den del af afløsningssummens oprindelige beløb, som påhvilede tiendeyderne. Heraf regnedes 2% som renten af den til enhver tid resterende gæld, mens resten regnedes som afdrag, hvilket gav en afbetalingsperiode på ca. 55 år. På samme måde ydede statskassen 2,25% halvårligt af den samme påhvilende andel i afløsningssummerne.
Hvis tienderne var henlagt til lønningerne af embeder eller til kirkers vedligeholdelse, blev de udstedte obligationer båndlagt under stiftsøvrigheden på embedets eller kirketiendeejerens vegne. Kirketiendeejerne kunne dog også kræve deres forpligtelser over for kirkerne afløst, hvilket de i vidt omfang gjorde. I de tilfælde blev der henlagt en kapital til kirkenes vedligeholdelse, der var så stor, at dens renter sammen med kirkens øvrige indtægter kunne dække kirkens påhvilende forpligtelser. Den resterende del af afløsningssummen fik kirketiendeejeren udbetalt.
Tiendeafløsningen blev, efter de fornødne forberedelser, sat i gang i 1908 og afsluttet i 1918, hvor den samlede afløsningssum var nået op på 133 mio. kr., hvilket svarer til lidt over 3,45 mia. kr. i 2005-priser. 4. april 1928 blev der vedtaget en lov om afløsning af tienden i De Sønderjyske Landsdele, der var blevet en del af Danmark ved genforeningen 1920.

## Sverige
I Sverige gik både bispe- og kirketiende over til kronen ved reformationen og udgjorde tilsammen kronetienden. I 1869 blev den omsat til en pengeafgift efter et for tiendeyderne gunstigt forhold. I perioden 1885-1903 blev den afskrevet. Præstetiende blev afskaffet i 1910.

## Norge
I Norge blev det ved lov af 14. juli 1897 bestemt, at konge- og kirketiende skulle afskaffes fra og med 1918. Præstetiende skulle bevares, men dog kun erlægges i penge.